# Крымско-ногайские набеги на Великое княжество Литовское
Крымско-ногайские набеги на Великое княжество Литовское и Русское — регулярные нападения крымцев и ногайцев на земли Литвы и Руси, начавшиеся в конце XV века после обособления Крымского ханства, в котором большое значение приобрели набеговое хозяйство и работорговля. Наибольшую интенсивность набеги приобрели на протяжении XVI—XVII веков, когда совершались почти каждое лето, и продолжались после заключения Люблинской Унии, в 1569 году. С несколько меньшей остротой вплоть до Разделов Речи Посполитой в конце XVIII века.

## Образование Крымского ханства

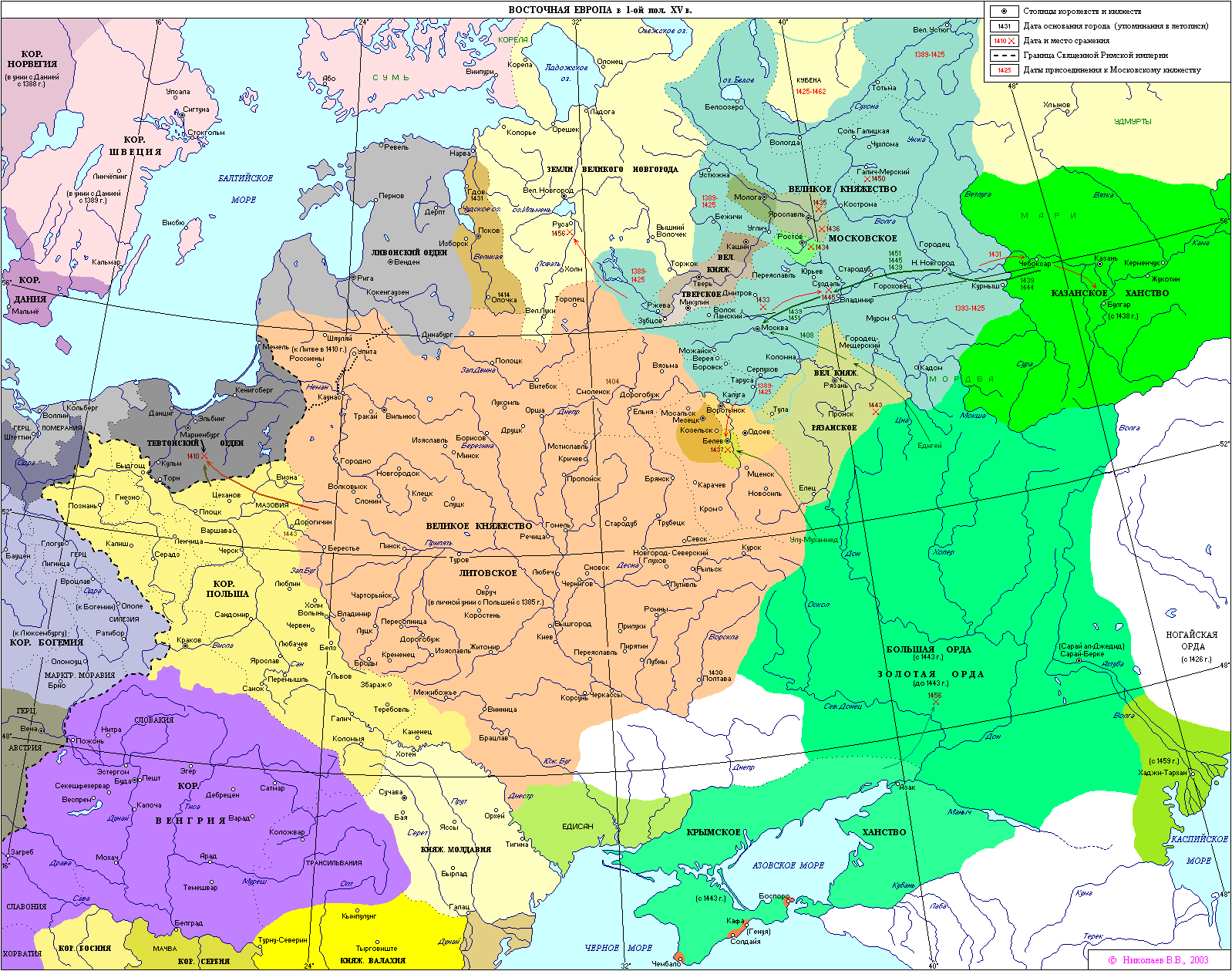
Политическая карта Восточной Европы во второй половине XV века.

Первым крымским ханом стал чингизид Хаджи Герай (1397—1466), сын Гиас-ад-Дина и внук Таш-Тимура, потомка Тука-Тимура, тринадцатого сына Джучи и внука Чингизхана. Царевич Хаджи Герай родился в городе Тракай (Троки), столице Великого княжества Литовского, где его семья проживала в эмиграции. В 1433 г. царевич Хаджи Герай появился на крымском полуострове. В июне 1434 г. Хаджи Герай, командуя пятитысячным татарским войском, разгромил в битве под Солхатом генуэзцев и осадил крепость Кафу. В июле 1434 г. Хаджи Герай заключил мирный договор с генуэзцами, которые признали его крымским ханом и выплатили ему большой денежный выкуп. Однако Хаджи Герай не смог укрепиться в Крыму и вскоре был изгнан оттуда Сайид-Ахметом, ханом Большой Орды. В конце 1430-х гг. Хаджи Герай вернулся в Литву и поселился в Лиде, признав себя вассалом великого князя литовского Сигизмунда Кейстутовича.
Крымское ханство создавалось при непосредственной поддержке великого князя литовского Казимира IV. Примерно в 1440 г. крымскотатарские мурзы из родов Ширин и Барын отправили посольство к великому князю литовскому Казимиру Ягеллончику (1440—1492), прося его отпустить Хаджи Герая (находившегося в почетном плену) в Крым для того, чтобы возвести его на ханский престол. В 1443 г. Хаджи Герай, сопровождаемый литовским войском под командованием маршалка Радзивилла, прибыл в Крым, где с помощью войск великого князя литовского Казимира и поддержки местной татарской знати был провозглашен крымским ханом. Хаджи Герай стал основателем Крымского ханства, в которое вошли Крым, Северное Причерноморье и Таманский полуостров. Отказавшись признавать вассальную зависимость от Золотой Орды, он стал первым независимым ханом Крымского Юрта. Ханы Золотой (Большой) Орды не признали независимость Крыма и стремились вернуть его в состав своих владений. Крымский хан Хаджи Герай вынужден был вести борьбу с ханами Золотой Орды, отстаивая свою независимость. Борьба Крыма и Орды сдерживала натиск последней на южные польские и литовские владения. Польские историки в XV—XVI вв. изображали Хаджи Герая как стража украинских границ и верного союзника Литвы. В 1453 г. в битве на р. Днепр крымский хан Хаджи Герай разгромил хана Сеид-Ахмеда, а в 1465 г. одержал победу в сражении на Дону над ханом Золотой орды Ахматом.

## Походы Крымского ханства на Украину, Литву и Польшу (1480—1558)

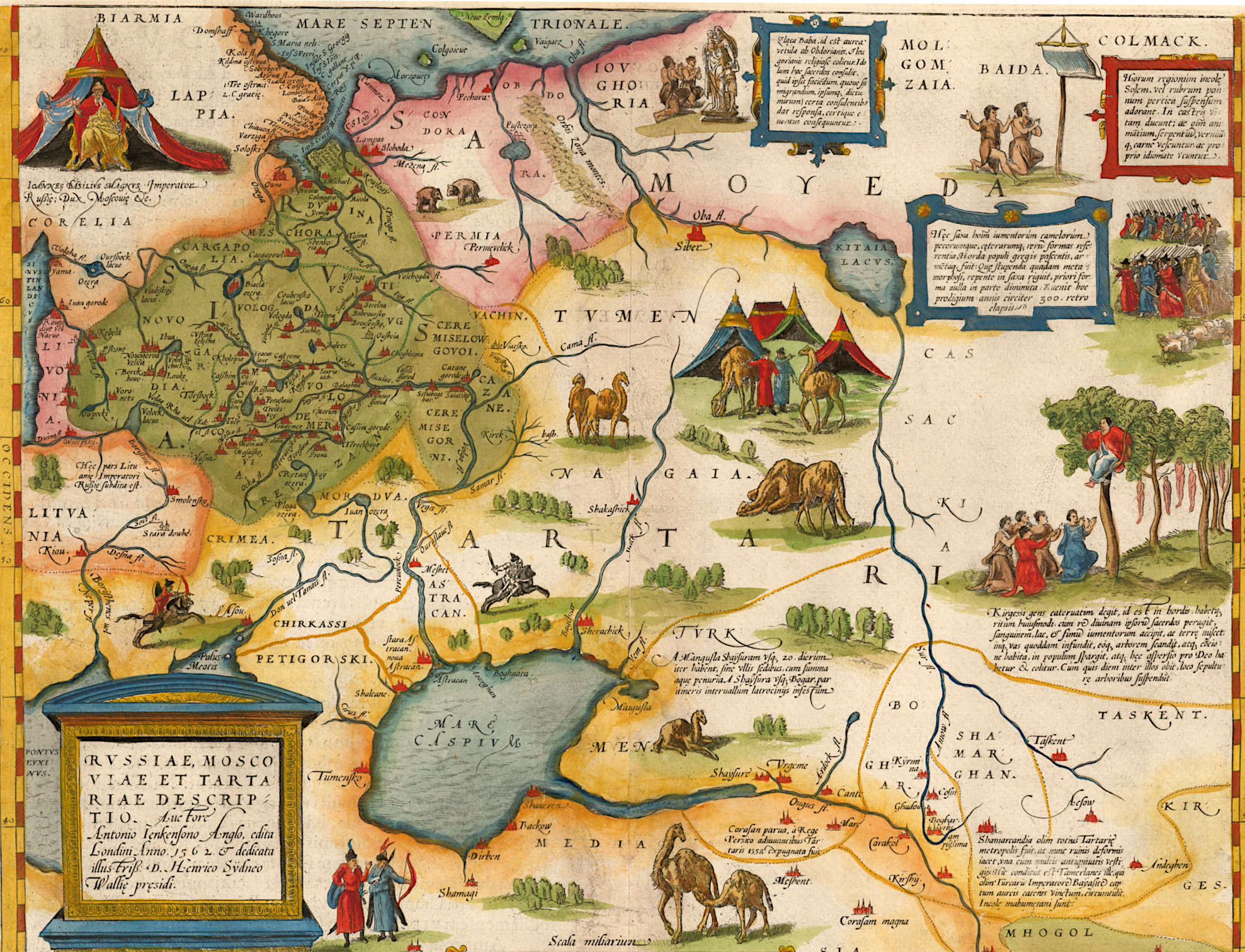
Крымское ханство на карте Ортелиуса 1575 год.

В 1466 г. после смерти крымского хана Хаджи Герая между его сыновьями началась междоусобная борьба за ханский престол. Вначале ханский трон занял Нур-Девлет, старший сын Хаджи Герая, против него выступил его младший брат Менгли Герай. Борьба шла с переменным успехом,
пока Менгли Герай, находясь в турецком плену, смог добиться расположения османского султана Мехмеда Фатиха. В 1478 г. султан отпустил Менгли Герая с турецким войском в Крым и восстановил его на ханском престоле. Крымский хан Менгли Герай (1478—1515) признал свою вассальную зависимость от Османской империи. После окончательной потери власти его старший брат Нур-Девлет бежал из Крыма в Великое княжество Литовское.
В 1480 году великий князь Литовский и король польский Казимир IV Ягеллончик вступил в военный союз с ханом Большой Орды — Ахматом, врагом крымского хана Менгли Гирея, являвшегося союзником великого князя московского и государя всея Руси Ивана III Васильевича (1462—1505). Крымское ханство начало предпринимать крупные разорительные набеги на южные земли Великого княжества Литовского и Королевства Польского, совпавшие с военными действиями Великого княжества Московского.

### Походы Менгли Герая

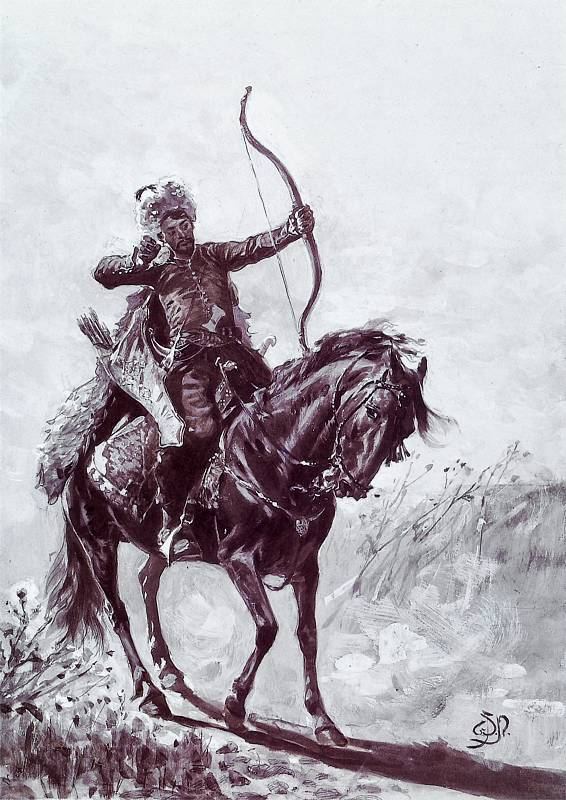
Крымскотатарский лучник

1480 — Набег крымского хана Менгли-Гирея на Подолье.
1482 — В августе крымский хан Менгли Гирей во главе большой татарской орды совершил крупный военный поход на южные окраины Великого княжества Литовского. 1 сентября войска Менгли Гирея захватили и разрушили Киев — сожгли замок, разграбили церкви и взяли большое количество пленных. Среди пленников был воевода киевский Иван Ходкевич с семьей. Крымские «загоны» опустошили все Киевскую и Подольскую земли, взяли приступом и разорили почти все киевские пригороды (среди них Житомир). Только Канев и Черкассы устояли и смогли отбить татарские приступы. Воевода киевский Иван Ходкевич умер в татарском плену, его вдова и сын Александр были позднее выкуплены за большой выкуп.
1485—1487 — крымские татары совершали ежегодные разорительные набеги на южные владения Великого княжества Литовского и разоряли Подолию. В сентябре 1487 года польский король Ян Ольбрахт разбил 5-тысячный крымскотатарский отряд в битве под селом Коппрстин, в Подолии. Татары потеряли убитыми 1500 человек,
1488 — зимой заволжская и крымская орды кочевали в Подолии, откуда летом собирались совместно с турками выступить в поход на Украину. Польский король и великий князь литовский Казимир Ягеллончик отправил против татар своего второго сына Яна Ольбрахта вместе с польско-шляхетским войском. Поляки стали на польско-литовской границе и не допустили татар в Галицию.
1489 — Поход на Подолье. Летом 1489 года стотысячная татарская орда напала на южные литовские владения и опустошила Киевское воеводство. Киев был вновь захвачен штурмом, разорен и сожжен.
1490 — зимой заволжские и крымские татары совершили новые набеги на польско-литовские пограничные земли. Татары опустошили Волынское и Русское воеводства. Отдельные татарские «загоны» достигали окрестностей Люблина. Татары страшно разорили Волынь, разграбили и сожгли Владимир-Волынский и многие другие города и местечки, захватив огромное количество пленников. Во время возвращения татарской орды 25 января 1491 года соединённые польско-литовские войска под командованием каштеляна львовского Николая из Хорча и старосты луцкого князя Семена Гольшанского внезапно настигли на татар под Заславом, на реке Горынь. В битве польские и волынские войска разгромили девятитысячный татарский «загон», отбив у них весь захваченный полон. В Заславской битве заволжские и крымские татары понесли крупные людские потери.
1493 — весной Менгли-Гирей предпринял военный поход на южные литовские земли. Крымская орда двинулась на город Киев, но из-за сильного разлива Днепра хан Менгли-Гирей вынужден был прекратить поход. Отдельные татарские «загоны» осуществляли набеги на пограничные литовские владения, разоряя киевские, брацлавские и черниговские земли. В 1493 года крымский хан Менгли-Гирей дважды «садился на коня», собираясь лично возглавить военные походы на Литовское государство.
1494 — крымский хан Менгли-Гирей организовал военный поход на пограничные литовские владения. Осенью большая татарская орда под руководством сыновей хана Менгли-Гирея татарская орда сильно опустошила Подольскую и Волынскую земли, захватила огромное количество пленных и большую добычу. Староста луцкий и маршалок Волынской земли Семен Гольшанский, наместник владимирский Василий Хрептович и князья Михаил и Константин Ивановичи Острожские с волынскими боярами и дружинами укрылись в Ровно. Крымские царевичи осадили замок. Осажденные сделали вылазку, но были разбиты превосходящими силами врага. Крымцы захватили, разорили и сожгли Ровно, но городской замок взять штурмом не смогли. Соединённые польско-литовские полки стали преследовать отступающую орду. В битве под Вишневцом крымцы разбили польско-литовское войско и вернулись с полоном в степные улусы.
Крымский хан Менгли Герай разорвал союзные отношения с великим князем московским с Иваном III, выдавшем дочь Елену замуж за князя литовского Александра, не уведомив Менгли-Гирея о союзе с враждебной Литвой, да к тому же отправив посла с нелепым оправданием, «…зима снежная, не успели уведомить тебя о свадьбе». «С удивлением читаю твою грамоту,-писал хан к государю:- ты ведаешь, изменял ли я тебе в дружбе, предпочитал ли ей мои особенные выгоды, усердно ли помогал тебе на врагов твоих! Друг и брат великое дело; не скоро добудешь его: так я мыслил и жег Литву, громил улусы Ахматовых сыновей, не слушал их предложений, ни Казимировых, ни Александровых: что ж моя награда? Ты стал другом наших злодеев, а меня оставил им в жертву!… Сказал ли нам хотя единое слово о своем намерении? Не рассудил и подумать с твоим братом!».
1495 — крымские татары под командованием сына Менгли-Гирея совершили нападение на Волынь. Староста луцкий и маршалок волынский князь Семен Юрьевич Гольшанский собрал местное шляхетское ополчение и разбил татарские отряды, осаждавшие город Корец.
1496 — зимой татарская орда под командованием крымского царевича опустошила Волынскую землю. Крымские татары полностью разорили волынские волости, а также некоторые пограничные польские земли. Во время похода крымцы взяли огромное количество пленников и спокойно вернулись в свои степи.
1497 — весной крымские татары продолжали совершать набеги на литовские земли, грабя, убивая и пленяя местных жителей. В марте татарские отряды ворвались на Волынь и разорили окрестности Кременца. Крупный литовский князь-магнат Константин Иванович Острожский, собрав дружину, стал преследовать отступающих татар. В бою под Полонным большой отряд татар был разгромлен. Все татары были убиты, а полон отбит. Другие татарские отряды были разбиты в Киевском Полесье и на Брацлавщине. Летом крымские татары вторглись в южные литовские владения и разорили мозырьские и оливские волости, захватив множество пленников. Князья Михаил и Константин Ивановичи Острожские вместе со своими дружинами бросились в погоню за крымцами. В сражении на реке Сороке, на Брацлавщине, братья-князья Острожские разбили крупный татарский отряд, освободив всех захваченных пленников. Триста сорок татар было убито, среди убитых находился крымский царевич Акмала. В том же 1497 году во время своего набега татары убили под Мозырем митрополита Киевского и всея Руси Макария.
Весной 1498 года 100-тысячное турецко-молдавское войско вторглось в южные польско-литовские владения. Молдаване и турки-османы не встретили сопротивления и сильно разорили Галицию. Были взяты приступом и разорены Перемышль, Ярослав и Переворск. Поляки отстояли Львов, предместья которого были разорены и сожжены. Страшная паника охватила всю Польшу. Польский король Ян-Ольбрахт сразу объявил о созыве шляхетского ополчения для отражения вражеского нападения. После отступления врагов во Львов прибыло польско-шляхетское ополчение, собранное королём. После роспуска польского ополчения крымская орда вступила в пограничные польско-литовские владения. Крымскотатарские «загоны», не встречая сопротивления, опустошили Подолию и Галицию.
Зимой 1498 года 70-тысячное турецкое войско и 20-тысячная крымскотатарская орда вторглись в польско-литовские земли, разорив окрестности Галича и Подгорье.
В 1499 году крымские отряды совершали походы на литовские пограничные владения. Летом того же 1499 года крымские татары разоряли Бельзскую землю, несколько раз совершали набеги на Подолию и Брацлавщину.

#### Походы 1500—1506 годов
Великий князь московский Иван III попросил своего союзника, крымского хана Менгли-Гирея, совершать набеги на Слуцк, Пинск, Туров и Минск, но просил его не воевать Северщину, «бо за ласкою божою ти городи и земли тепер наша».
Весной 1500 года крымские царевичи, сыновья Менгли-Гирея, совершили крупный разорительный поход на Киевщину и Волынь. Отдельные татарские отряды проникли в Бельзскую и Холмскую земли, доходя до Вислы. Разорены Киевская, Волынская, Холмская и Белзская земли. Король польский Ян-Ольбрахт Ягеллон с собранным войском двинулся против крымских царевичей, но татары смогли спокойно вернуться домой с многочисленным полоном.
Осенью крымский хан вместе с русскими воеводами собирался воевать Киев и собрал 15-тысячное войско. Не дождавшись известий от Ивана III Васильевича, крымский хан Менгли-Гирей выслал татарскую орду вместе со своими сыновьями на южные польские и литовские владения. Крымские татары опустошили Брацлавщину, Волынь и Берестейщину, Бельзскую, Львовскую, Холмскую, Люблинскую и Сандомирскую земли. Крымцы взяли штурмом и выжгли Хмельник, Кременец, Львов, Бельз, Холм, Красностав, Люблин и другие города, захватив в плен пятьдесят тысяч человек. По приказу короля Яна-Ольбрахта спешно было собрано польское ополчение для отражения татарской орды, но крымские царевичи успели отступить в свои степи.
Великий князь московский Иван III предлагал Менгли-Гирею воевать берега Припяти, но хан писал ему, что поручил сыновьям идти на Киев и Волынь, аж до Вильно и Трок.
Летом 1502 года Крымский хан организовал крупный поход на центральную Украину и на южные польско-литовские владения. Тридцатитысячная татарская орда под командованием крымских царевичей опустошила Галицию, Люблинщину и Сендомирщину. Татарские «загоны» захватили большое количество пленных и безнаказанно отступили в степи. В августе 6-тысячное татарское войско под командованием крымского царевича Бити-Гирея вторглось на Белорусское Полесье. Татары, разделившись на отдельные отряды, стали разорять близлежащие литовские волости. Крымцы опустошили окрестности Слуцка и Копыля, воевали около Клецка и Несвижа. Подступив к Слуцку, осадили город и стали разорять городские окрестности, пленяя и убивая людей. Семен Слуцкий с небольшим гарнизоном укрылся в городском замке, отправив к великому князю литовскому Александру в Вильно сообщение о нападении крымских татар. Клецк был взят штурмом и сожжен. Татары дошли до Новогрудка, а затем повернули обратно. Крымские отряды сожгли многие литовские села и с большим количеством пленников и добычей собрались под Слуцком, а затем повернули в степи. Король польский и великий князь литовский Александр отправил на помощь князю Семену Слуцкому своих дворян, которые вскоре вернулись в Вильно, так как крымцы отступили.
Осенью 1502 года крымские татары вторглись в литовские владения и стали разорять Полесье, воюя и сжигая селения. Великий князь литовский Александр Ягеллон, узнав о набеге, написал князю Семену Слуцкому и отправил к нему из столицы на помощь подольского воеводича Яна Бучацкого с русско-литовскими шляхтичами и отрядом австрийских наемников. Слуцкий князь Семен Михайлович, собрав свою дружину и соединившись с Яном Бучацким, стал преследовать отступающих татар. На реке Уше, под Бобруйском, крымские татары (1500 чел.) были разбиты. На речке Уше, за Овручем, литовские князья Федор Иванович Ярославич-Клецкий, Юрий Иванович Дубровицкий и Григорий Глинский со своими отрядами попытались преградить дорогу превосходящим силам крымских татар. Однако крымцы одержали победу в битве и убили старосту друцкого, князя Григория Глинского.
В 1503 году крымские татары совершили крупное вторжение вглубь Великого княжества Литовского. Вначале татары вторглись на Черниговщину, откуда московские воеводы отправили их за Днепр, «в Литовскую землю». Крымцы «воевали» на Белорусском Полесье. Крымская орда разорила Подольскую землю. Трехтысячное татарское войско опустошило окрестности Слуцка и Новогрудка, а затем двинулись на Давыдов-Городок. Литовские магнаты Станислав Петрович Кишка, Альбрехт Мартинович Гаштольд и Юрий Немирович собрали свои надворные полки, соединившись с князем Семеном Михайловичем Слуцким, двинулись за татарами и догнали их за Городком. В битве крымцы потерпели поражение, победители освободили всех пленников, с великой честью и с добычей вернулись домой. В это время другие татарские отряды неоднократно опустошали окрестности Киева.
В 1505 году татарская орда под начальством трех крымских царевичей Мухаммед-Гирея, Бити-Гирея и Бурнаш-Гирея, сыновей Менгли-Гирея, вторглась в литовские земли. Под Лоевом татары переправились через реку Днепр и двинулись вглубь Литвы. Сам калга Мухаммед-Гирей с главными силами орды выступил на Минск, а младших братьев Бити-Гирея и Бурнаш-Гирея отправил на Слуцк. В замке тогда находилась вдовствующая княгиня Анастасия Ивановна Слуцкая (жена Семена Михайловича Олельковича) со своим малолетним сыном Юрием.
Крымцы разорили предместья и окрестности Слуцка, штурмовали сам город, делали подкопы и даже пытались его поджечь. Однако слуцкий гарнизон и местные жители под предводительством княгини Анастасии Слуцкой мужественно сопротивлялись. На службе у княгини Анастасии Слуцкой в самом городе находилось много князей и шляхты. Множество татар погибло в боях под Слуцком. После неудачи под Слуцком крымские царевичи Бити-Гирей и Бурнаш-Гирей вместе со своими корпусами двинулись на Новогрудок. В это время в Новогрудке находились крупные литовские сановники: виленский епископ Войтех Табор, воевода виленский Николай Радзивилл, староста жмудский Станислав Кезгайло, воевода полоцкий Станислав Глебович, воевода троцкий Ян Заберезинский, великий гетман литовский и наместник смоленский Станислав Кишка, противники Михаила Львовича Глинского. Они прибыли в Новогрудок на совещание без военных отрядов. Узнав о приближении татарских царевичей к Новогрудку, все литовские вельможи спешно уехали из города за Неман, в центральные литовские земли. Царевичи подступили к Новогрудку и осадили город. Из-под Новогрудка крымские царевичи Бити-Гирей и Бурнаш-Гирей спешно отправили передовые «загоны» в погоню за убежавшими литовскими вельможами. Крымцы гнались за сановниками до реки Немана и далее, нанесли большой ущерб центральным литовским владениям и, захватив добычу и пленников, возвратились под Новогрудок. Между тем царевичи разорили предместья и окрестности Новогрудка, но не смогли захватить сам город. Обороной Новогрудка руководил наместник новогрудский Альбрехт Мартинович Гаштольд, который укрепил город и собрал новогрудскую шляхту. Литовский гарнизон успешно сражался с татарами, предпринимая ежедневные вылазки, не позволяя им причинить урон замку и городу. При осаде Новогрудка было застрелено много крымцев, понеся крупные потери, крымские царевичи сняли осаду и отступили от города. Царевичи Бити-Гирей и Бурнаш-Гирей, со своими корпусами вернулись от Новогрудка с большим количеством пленных и богатой добычей прошли мимо Слуцка на Петриков, а оттуда отступили в степи.
Между тем калга Мухаммед-Гирей стал «кошем» под Минском, откуда распустил отдельные «загоны» на Вильно и в Завилейскую сторону, а также к Витебску, Полоцку и Друцку. Мухаммед-Гирей с главными силами орды осаждал Минск. Татарские «загоны» полностью опустошили и сожгли все окрестные волости и сам город Минск. Литовский гарнизон смог отстоять только минский замок. Татары разорили окрестности Минска, Полоцка, Витебска и Друцка, захватив огромное количество пленных и большую добычу. Затем калга-султан Мухаммед-Гирей беспрепятственно двинулся из под Минска и вернулся через Киевщину в степные улусы.

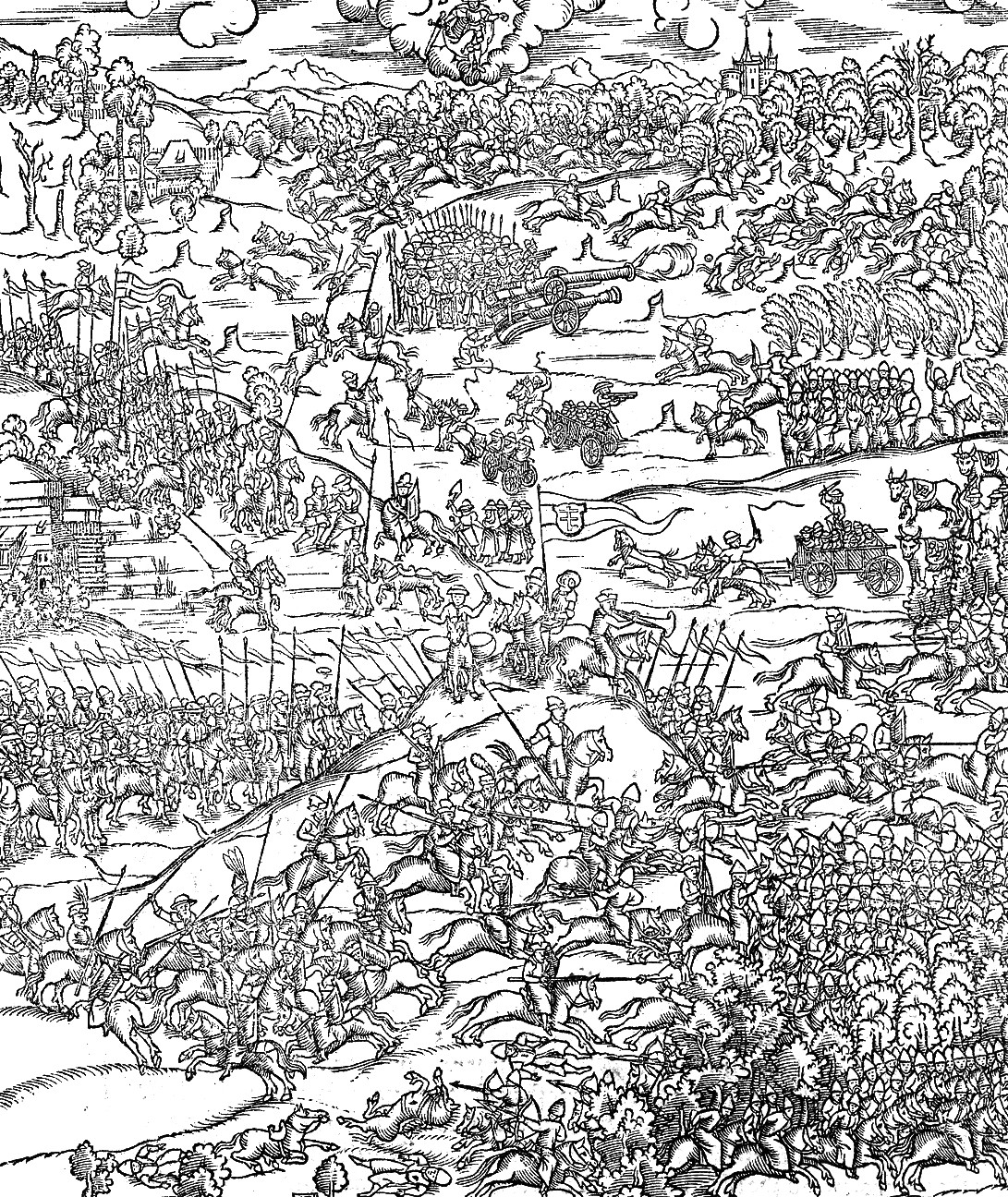
Битва под Клецком (1506)

Летом 1506 года, 30-тысячная татарская орда под предводительством крымских царевичей Бити-Гирея и Бурнаш-Гирея вторглась в Великое княжество Литовское. В это время больной польский король и великий князь литовский Александр Казимирович прибыл из Польши в Литву и созвал сейм в Лиде. Татарские «загоны» опустошили Подолию и Галицию. Крымские царевичи переправились через реку Припять и начали разорять близлежащие литовские волости, опустошили окрестности Слуцка и Новогрудка. Отдельные татарские отряды доходили до Лиды, Ошмян, Крево, Волковыска и Гродно, жгли селения и пленяли местных жителей. При приближении крымских татар больной король Александр был вывезен из Лиды в Вильно. Все главные литовские вельможи остались в Лиде. Крымские татары от Новогрудка до Лиды стали воевать со всех сторон, жгли церкви, селения и имения, пленяя и убивая людей. Литовские магнаты собрали в Лиде десятитысячное войско и двинулись на Новогрудок. Крымцы начали отводить свои отряды из-за Немана. Магнаты 1 августа вступили в Новогрудок, где простояли в бездействии три дня. Оттуда они послали разъезды добыть языка, чтобы узнать, где стоят кошем царевичи. Паны Юрий и Андрей Немировичи с передовым отрядом схватили шесть татар и доставили их в Новогрудок. На допросе пленные сообщили о том, что царевичи стоят лагерем под Клецком. 4 августа десятитысячное литовское войско под руководством великого гетмана литовского Станислава Петровича Кишки выступило из Новогрудка на Клецк. По пути литовцы уничтожали небольшие татарские «загоны», пленяя и убивая татар. Крымские царевичи, узнав о приближении литовско-шляхетской армии, приготовились к битве. Великий гетман литовский Станислав Кишка заболел и не мог командовать войском. Тогда литовские магнаты поручили командованием войском князю Михаилу Львовичу Глинскому, фавориту Александра.
6 августа 1506 года литовское войско в битве под Клецком наголову разгромило превосходящие силы крымской орды. Крымские царевичи потерпели полное поражение, двадцать семь тысяч крымцев было убито и утонуло, три тысячи попало в плен. Победители освободили сорок тысяч пленных, преследовали отступающие татарские отряды, убивая и пленяя татар. Под Копылем и Петровичами отряды слуцкой княгини Анастасии разбили остатки татарской армии. Князь Михаил Львович Глинский, одержав победу над крымскими татарами, во главе литовской рати торжественно вступил в Клецк, ведя с собой много пленных татар.
В 1506 году Якуб Ивашинцович был направлен польским Королём Сигизмундом I Казимировичем послом к «Царю Перекопскому», то есть Крымскому хану Менгли Гирею, с поручением добиться мира. Миссия Якуба увенчалась успехом. Польша обязалась платить Крымскому хану ежегодную дань, а взамен получила ярлык о «вечной дружбе». В конце года, на коронации великого князя литовского Сигизмунда присутствовал крымский оглан Таваккул. В следующем 1507 году, в Крым с посольствами ездили Петр Фурс и Якуб Иваншенцович, Менгли-Гирей, выдал Сигизмунду I ярлык на «многие славянские земли», в котором жаловал великого князя не только землями Великого княжества Литовского, но и значительными территориями, принадлежащими русским, включая Новгород, Рязань, Псков, а также утраченными в русско-литовской войне 1500—1503 годов северскими землями. Литовцам как союзникам присягнули сам хан и его брат Ямгурчи, а также сыновья хана — Мехмед, Ахмед, Махмуд, Фетих, Бурнаш, племянник хана Япанча, а также лидеры кланов Ширинов, Барынов, Сиджиутов и Мангытов.

#### Походы 1508—1514 годов

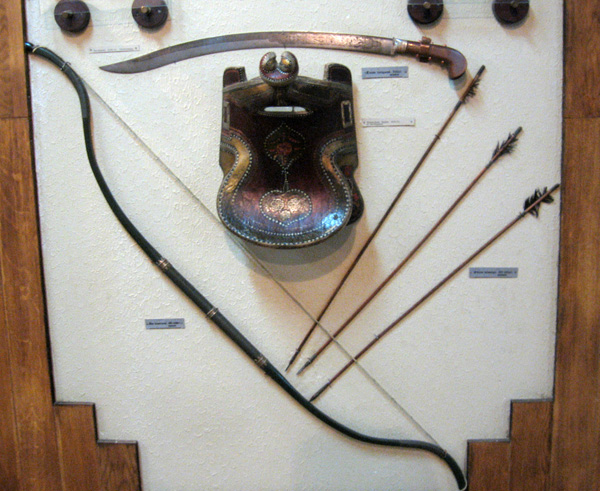
Оружие крымских татар XVI—XVII веков

В октябре 1508 года, во время восстания князь Михаил Львович Глинский, который ещё находился в Мозыре, обратился за поддержкой к своему союзнику, крымскому хану Менгли-Гирею. Многочисленные татарские «загоны» вторглись в литовские земли и стали разорять Полесье. Великий князь литовский Сигизмунд Казимирович отправил против крымцев великого гетмана литовского Константина Острожского с литовским войском. Часть татар победили Константин Острожский и русин казак Полюс, взяв несколько тысяч конницы, двинулся в поход из Смоленска, совершил быстрый марш и под Слуцком разбил главные силы крымской орды, а позднее за несколько дней рассеял небольшие татарские «загоны». Другую часть, на Случе, победили ротмистр пехотинцев Лукаш Моравец и конные бояре Анастасии Слуцкой.
1509 — крымская орда вторглась в южные польско-литовские земли. Татарские «загоны» опустошили Галицию. Великий гетман литовский князь Константин Острожский и великий гетман коронный Николай Каменецкий сражались против отдельных татарских «загонов».
1510 — осенью сыновья крымского хана Менгли-Гирея во главе 50-тысячной татарской орды вторглись в южные земли Великого княжества Литовского. Польско-литовское командование ожидало татарского набега на Подолье, но крымские царевичи изменили направление и двинулись на Киевщину. В окрестностях Киева татарская орда переправилась через Днепр. Не встречая сопротивления, крымскотатарские отряды опустошили многие литовские области, доходя до окрестностей Вильно. Вскоре крымский хан решил повторить новый набег на ВКЛ. Великий гетман литовский князь Константин Острожский собрал шляхетское ополчение в Петрикове на Полесье. Крымские царевичи узнали о концентрации литовской рати на Полесье, не стали идти дальше Киева и начали разорять окрестные волости. Против противника выступили князь Юрий Семенович Слуцкий и воевода киевский Андрей Немирович. В урочище Рутна литовские дружины внезапно напали на татарский «кош» и разгромили его. Крымцы потеряли убитыми около восьми тысяч человек.
1511 — татарские отряды напали на Подолию, но были разбиты поляками под Брацлавом. Другие татарские «загоны» совершили набег на киевские места, но также были разбиты наместником овруцким Полозовичем.
1512 — 40-тысячная татарская орда под предводительством крымского хана Менгли-Гирея вторглась в южные польско-литовские земли. Крымские отряды опустошили Подольскую и Волынскую земли. Некоторые вражеские «загоны» появились в окрестностях Кракова. Великий гетман литовский князь Константин Острожский с небольшим отрядом выступил против крымской орды. К Острожскому присоединились удельные князья Михаил Вишневецкий, Андрей Збаражский, Александр Чарторыйский со своими отрядами. Из Литвы прибыли староста гродненский Юрий Радзивилл и староста слонимский Ян Радзивилл. Всего под командованием Константина Острожского было собрано три тысячи воинов. В это время крымский хан Менгли-Гирей с главными силами расположился «кошем» под Вишневцем. Отдельные татарские отряды, рассеялись по окрестным районам, грабя, убивая и пленяя местных жителей. По дороге К. Острожский разбил крупный татарский «загон». На соединение к Острожскому из Подолии прибыл 3-тысячный польский отряд под командованием великого гетмана коронного Николая Каменецкого. 28 апреля 1512 года литовско-польское войско под предводительством Константина Острожского и Николая Каменецкого в сражении под Вишневцом наголову разгромили силы крымского хана. По некоторым данным, крымские татары потеряли убитыми до 24 тысяч человек.
1514 — Поход на южные окраины Литвы.

### Походы Мехмед Герая

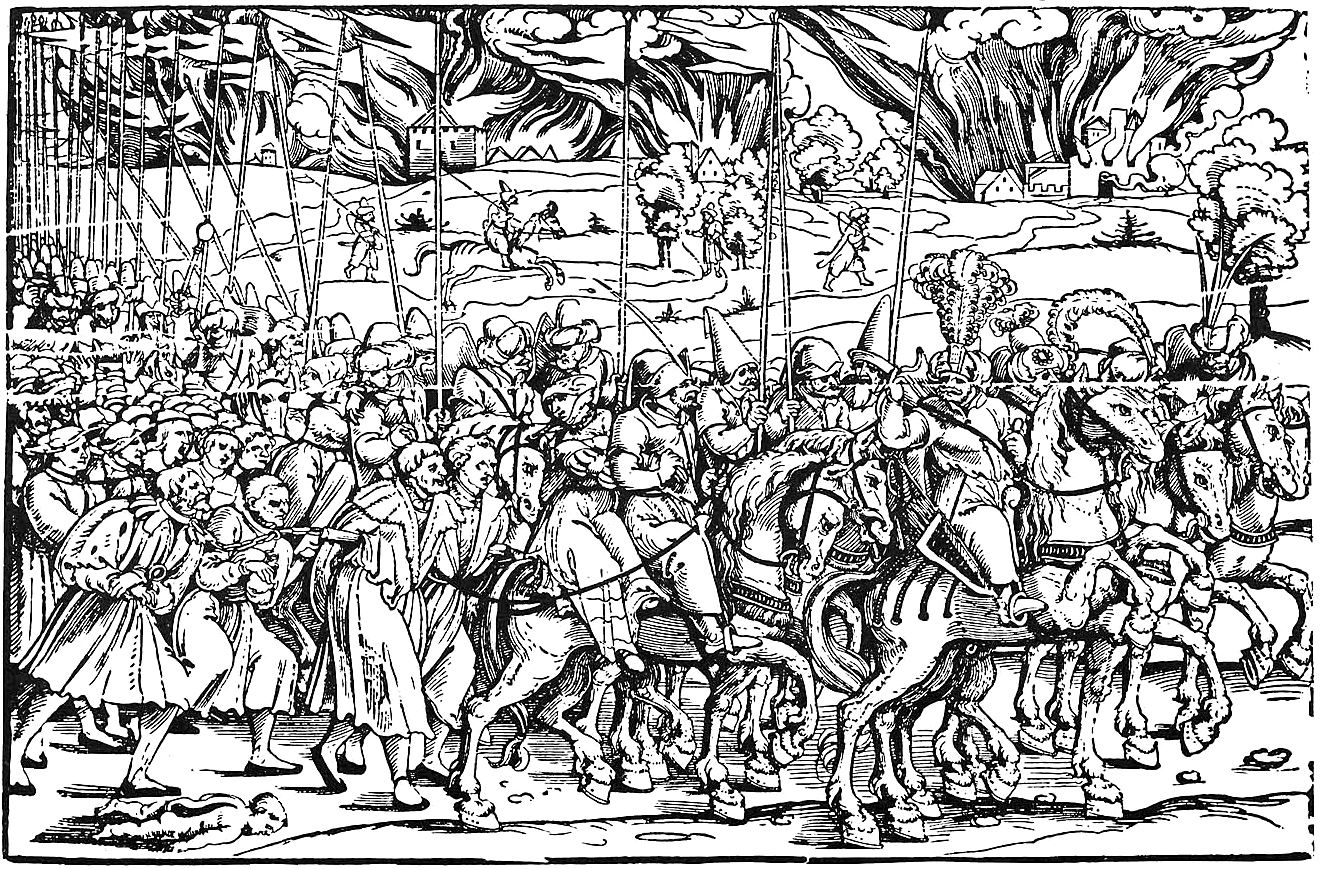
Ясырь, ок. 1530

1515 — татарская орда совершила набег на Подолию, но под Теребовлем натолкнулась на польское войско и вынуждена была отступить.
1516 — весной 60-тысячное крымскотатарское войско под предводительством царевича Али-Аслана напало на южные окраины Великого княжества Литовского, сорвав запланированный поход армии великого князя литовского Сигизмунда Казимировича Старого на Смоленск. Вначале татарские «загоны», не встречая сопротивления, опустошили Галицию и Подолию, доходя до Люблина. Татары захватывали в полон местное население, а стариков и младенцев убивали на месте. Польское шляхетское ополчение смогло только разгромить несколько татарских «загонов», а главные силы орды спокойно вернулись в свои улусы, захватив большое количество пленных (от 50 до 100 тыс. чел.).
Осенью того же 1516 г. крымский хан Мехмед I Герай организовал новый разорительный поход на южные польско-литовские владения. Крымские татары напали на Подолье, разорили окрестности Каменца, Летичева, Зинькова и Межибожа. Однако поляки смогли отбить татарское нападение. Сам крымский хан Мехмед Герай с главными силами орды кочевал в низовьях Днепра, угрожая нападением на южные литовские «украины».

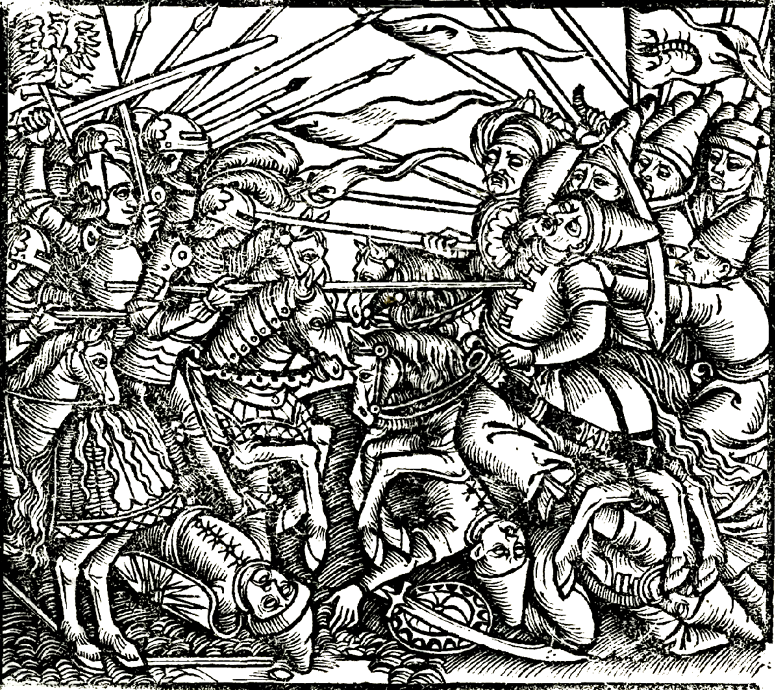
Бой с татарами

1517 — осенью крымские татары совершили нападение на Подолию и Волынь, но были разбиты польско-литовскими полками.
1518 — крымскотатарские «загоны» вторглись в литовские владения, где стали разорять Киевщину и Волынскую землю. Великий гетман литовский Константин Иванович Острожский разгромил большой татарский «загон», а воевода киевский Андрей Немирович одержал победу на другим отрядом.
1519 — летом крымскотатарская орда под предводительством калги Богатыр-Гирея вторглась в южные польско-литовские владения. Вначале татары разорили Бельзскую и Люблинскую земли, а затем вторглись на Волынь. Великий гетман литовский Константин Острожский собрал под своим командованием около 2 тысяч воинов и выступил на защиту литовских владений. К нему на помощь прибыло 4-тысячное польское войско под командованием Н. Каменецкого и Н. Фирлея. Калга-султан Богатыр-Гирей расположился лагерем «кошем» под замком Сокаль. 2 августа 1519 года в битве под Сокалем польско-литовское войско было наголову разгромлено силами крымской орды.
1521 — пятитысячное татарское войско вторглось в южные литовские владения. Татары опустошили Киевское Полесье, захватили и разграбили город Мозырь, разоряли земли до Пинска и Слуцка. Вместе с большим количеством пленников крымцы спокойно вернулись в свои степи.
1523 — пятитысячный турецко-татарский отряд разорил Подолию и Галицию.

### Походы Саадет Герая

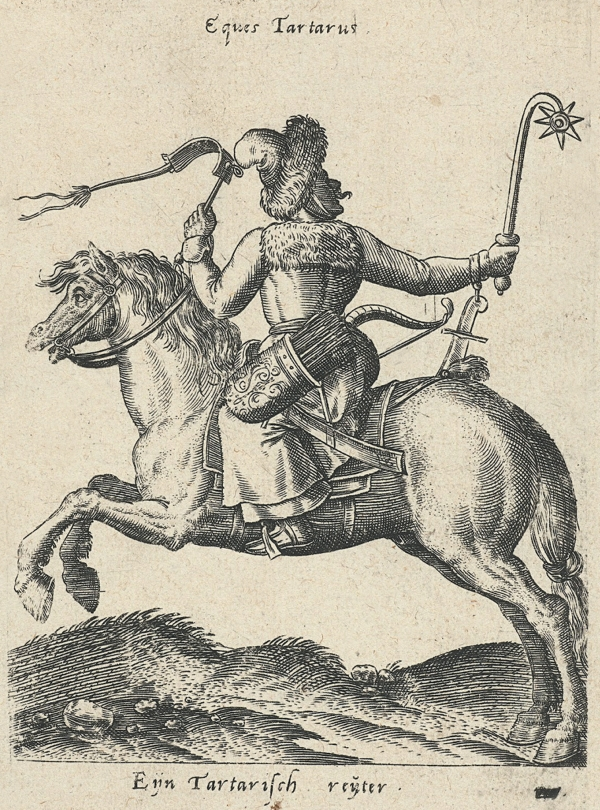
Крымскотатарский всадник, Abraham de Bruyn. (1576)

1524 — крымский хан Саадет I Герай организовал очередной разорительный поход на южные польско-литовские земли. Крымские татары при поддержке турок дважды совершали рейды на Польшу и Великое княжество Литовское. Были опустошены Подольская и Волынская земли. В том же 1524 году великий гетман литовский Константин Иванович Острожский возглавил крупный военный поход на турецко-татарские владения. 40-тысячная литовская армия под предводительством Константина Острожского и старосты черкасского Евстафия Дашкевича осадила Очаков и после двухдневной осады взяла турецкую крепость штурмом.
1526 — крымскотатарская орда опустошила Волынь, Бельзскую и Люблинскую земли, захватив большое количество пленников.
1527 — зимой 1526/1527 годов крымский хан Саадет I Герай организовал большой военный поход на Польшу и Великое княжество Литовское. 30-тысячная татарская орда опустошила Галицию и Волынь. Наивысший гетман литовский Константин Иванович Острожский вместе с отрядами Юрия Радзивилла и Альбрехта Гаштольда выступил из Вильно против противника. Под Пинском Острожский разбил большой татарский «загон» и двинулся в сторону Киева. По дороге к литовскому войску присоединились князья Юрий Слуцкий, Федор Сангушко, Иван и Александр Вишневецкие, Александр Чарторыйский, воевода киевский Андрей Немирович и староста черкасский Евстафий Дашкевич со своими «почтами». В это время большая татарская орда с награбленной добычей и большим полоном медленно возвращалась через Киевщину в Крым. 27 января 1527 года литовские хоругви настигли татар на реке Ольшанице, в окрестностях Киева. Произошло ожесточенное сражение. Крымцы были наголову разгромлены и понесли большие людские потери. Среди убитых находились турки во главе с перекопским пашой Ибрагимом.
1528 — крымскотатарские отряды совершили набег на Подольскую землю, но были разбиты поляками в бою под Каменцем-Подольским. В конце 1528 г. польские и литовские пограничные старосты совершили поход на турецкую крепость Очаков.
1530 — крымскотатарская орда совершила новое нападение на литовские окраины. Князь Илья Константинович Острожский одержал над татарами победу на Волыни, а воевода киевский Андрей Немирович преследовал татар до Днепра и многих из них перебил.
1531 — набег большой татарской орды под командованием крымского хана Сахиб Герая на Черкассы, после чего украинские казаки предложили Сейму охранять южные рубежи. Староста черкасский и каневский Евстафий Дашкевич, руководивший обороной крепости, отразил все вражеские приступы.

### Походы Сахиб Герая

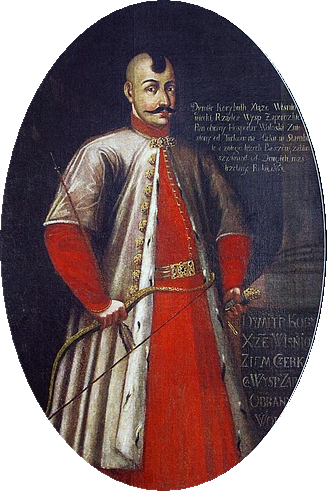
Портрет князя Дмитрия Вишневецкого (Байды). Неизвестный художник, XVIII в.

1539—1540 — поход калги-султана Эмин Герая — старшего сына крымского хана Сагиб-Гирея на Литву.
1549 — набег крымскотатарской орды на Волынскую землю. Среди пленных находился князь Вишневецкий с женой.

### Походы Девлет Герая
1557 — трёхнедельная осада крымскими татарами запорожской крепости на Хортице. Обороной казацкой крепости руководил староста каневский и черкасский князь Дмитрий Иванович Вишневецкий «Байда».
1558 — в январе 20-тысячное крымскотатарское войско под командованием хана Девлет I Гирея вторглось в южные владения Великого княжества Литовского, где татары опустошили Брацлавское воеводство, Волынь и Подолье. Забрав 40-тысячный полон, татары спокойно ушли за Перекоп. В боях с татарами на Подолии отличился князь Роман Федорович Сангушко, служивший под командованием воеводы киевского Григория Ходкевича. Роман Сангушко со своим отрядом участвовал в нескольких боях с татарскими «загонами» и отбивал у них «ясыр».
Во второй половине XVI века деятельность Дмитрия Вишневецкого по строительству крепостей на южных рубежах ВКЛ, появление Запорожской сечи, привели к сокращению количества набегов. Кочевавшие в степи крымцы и ногайцы переходили к оседлому образу жизни. Крымское ханство вступило в союз с Великим княжеством Литовским, против Московского государства в Ливонской войне, а в 1569 году была образованна Речь Посполитая, у Великого княжества Литовского и Крымского ханства исчезла общая граница.

## Ярлыки ханов Крымского ханства великим князьям Литовским
В XV—XVI веках ханы Крымского ханства продолжали получать дань с попавших под власть Литвы русских земель и выдавать великим князьям литовским и королям польским на управление ими ярлыки, из которых известно о следующих:
- Ярлык Хаджи-Гирея Витовту[источник не указан 1347 дней]
- Ярлык Хаджи-Гирея Сигизмунду Кейстутовичу
- Ярлык Хаджи-Гирея Казимиру (1461)
- Ярлык Нур-Девлета Казимиру (1466)
- Ярлык Менгли-Гирея Казимиру (1472)
- Ярлык Менгли-Гирея Сигизмунду I (1507)
- Ярлыки Менгли-Гирея Сигизмунду I (1514)
- Ярлык Мухаммед-Гирея Сигизмунду I (1520)
- Ярлык Сагиб-Гирея Сигизмунду I (1535)
- Ярлык Сагиб-Гирея Сигизмунду I (1540)
- Ярлык Девлет-Гирея Сигизмунду II (1560)[9][10][11][12]